# Канеграте (культура)
Культура Канеграте — доисторическая археологическая культура Италии и Швейцарии, возникшая в 13 в. до н. э. и существовавшая до железного века в долине реки По на западе Ломбардии, на востоке Пьемонта и на территории кантона Тичино.
Название происходит от местности Канеграте в Ломбардии, к югу от Леньяно и к северу от Милана, где в 1926 году были сделаны важные археологические находки, связанные с данной культурой — около 50 захоронений с керамикой и металлическими предметами. Эти захоронения — одни из самых богатых по числу находок в Северной Италии. Систематические раскопки впервые состоялись в 1953—1956 годах.
Культура Канеграте является свидетельством прибытия первой миграционной волны предположительно кельтского населения из северо-западной части Альп. Кельты перешли через Альпы, осели в низовьях реки между озёрами Маджоре и Комо. С собой они принесли новые погребальные обряды — кремацию вместо прежнего погребения в землю.
Археологические находки говорят о том, что проникновение кельтов на данную территорию не было мирным. В находках культуры Канеграте не обнаруживается никакой связи с предшествующей культурой Полада.
Население Канеграте оставалось однородным ограниченный промежуток времени, в течение примерно столетия, после чего началось слияние с местным лигурийским населением, с образованием культуры Голасекка.
С культурой Канеграте или Голасекка можно отождествить народ оробии, которым приписывается создание города Комо.